# NGC 2963
NGC 2963 é uma galáxia espiral barrada (SBab) localizada na direcção da constelação de Draco. Possui uma declinação de +72° 57' 52" e uma ascensão recta de 9 horas, 47 minutos e 49,8 segundos.
A galáxia NGC 2963 foi descoberta em 3 de Abril de 1785 por William Herschel.